# Richard French
Richard French (ur. 20 stycznia 1792 w hrabstwie Madison, zm. 1 maja 1854 w Covington) – amerykański polityk.

## Życiorys
Urodził się 20 stycznia 1792 roku n terenie hrabstwa Madison. Uczył się w prywatnych szkołach, studiował nauki prawne i gdy został przyjęty do palestry, otworzył prywatną praktykę w Winchester. W latach 1820–1826 zasiadał w legislaturze stanowej Kentucky, a trzy lata po zakończeniu kadencji został sędzią sądu okręgowego. W 1834 roku wygrał wybory do Izby Reprezentantów z ramienia Partii Demokratyczno-Republikańskiej. Dwa lata później nie uzyskał reelekcji, a w 1840 roku przegrał wybory na gubernatora Kentucky. W 1842 roku ponownie uzyskał mandat posła w izbie niższej Kongresu (z ramienia Partii Demokratycznej). Dwa lata później nie uzyskał reelekcji, jednak w 1846 po raz trzeci zasiadł w Izbie Reprezentantów. Po zakończeniu działalności politycznej w 1849 roku powrócił do praktykowania prawa. Zmarł 1 maja 1854 roku w Covington.